# Lista de episódios The U-Mix Show
Lista de episódios de The U-Mix Show, um bloco de programação do Disney Channel na América Latina.

## Temporadas
| Temporada | Temporada | Episódios | Estreia original (Disney Channel América Latina) | Exibição de estreia (Disney Channel Brasil)  | Exibição de estreia (Disney Channel Portugal) |
| --------- | --------- | --------- | ------------------------------------------------ | -------------------------------------------- | --------------------------------------------- |
|           | 1         | 18        | 19 de maio de 2012 - 28 de outubro de 2012       | 14 de setembro de 2012 - 26 de abril de 2013 | 18 de setembro de 2013 de 2013 - 2014         |
|           | 2         | 19        | 3 de maio de 2013 - 12 de outubro de 2013        | 25 de agosto de 2013 - 30 de março de 2014   | 2014 - 2015                                   |
|           | 3         | 18        | 2014                                             | 2014 - 2015                                  | 2015 - 2016                                   |

## 1ª Temporada: 2012
| #  | Títulos                                                                         | Estreias                                                            | Participação especial                | Código de produção |
| -- | ------------------------------------------------------------------------------- | ------------------------------------------------------------------- | ------------------------------------ | ------------------ |
| 1  | "Diego Ramos"                                                                   | 19 de maio de 2012 14 de setembro de 2012 20 de setembro de 2013    | TBA                                  | 0.01               |
| 2  | "Clara Alonso"                                                                  | 26 de maio de 2012 21 de setembro de 2012 27-28 de setembro de 2013 | TBA                                  | 0.02               |
| 3  | "Pablo Espinosa y Jorge Blanco"                                                 | 2 de junho de 2012 28 de setembro de 2012 5 de outubro de 2013      | TBA                                  | 0.03               |
| 4  | "Mercedes Lambre"                                                               | 9 de junho de 2012 5 de outubro de 2012 12 de outubro de 2013       | Artur Logunov                        | 0.04               |
| 5  | "Ezequiel Rodríguez y Pablo Sultani" "Ezequiel Rodríguez e Pablo Sultani"       | 16 de junho de 2012 12 de outubro de 2012 18 de outubro de 2013     | Mercedes Lambre                      | 0.05               |
| 6  | "Candelaria Molfese y Facundo Gambandé" "Candelaria Molfese e Facundo Gambandé" | 23 de junho de 2012 19 de outubro de 2012 26 de outubro de 2013     | Joaquín Berthold y Martina Stoessel  | 0.06               |
| 7  | "Florencia Benítez y Joaquín Berthold" "Florencia Benítez e Joaquín Berthold"   | 30 de junho de 2012 26 de outubro de 2012 1 de novembro de 2013     | Nicolás Garnier                      | 0.07               |
| 8  | "Martina Stoessel"                                                              | 7 de julho de 2012 2 de novembro de 2012 9 de novembro de 2013      | Candelaria Molfese y Artur Logunov   | 0.08               |
| 9  | "Elenco de Violetta"                                                            | 31 de agosto de 2012 9 de novembro de 2012 2013                     | TBA                                  | 0.09               |
| 10 | "Rodrigo Pedreira"                                                              | 7 de setembro de 2012 16 de novembro de 2012 2013                   | TBA                                  | 0.10               |
| 11 | "Nicolás Garnier y Samuel Nascimento" "Nicolás Garnier e Samuel Nascimento"     | 14 de setembro de 2012 23 de novembro de 2012 2013                  | TBA                                  | 0.11               |
| 12 | "Mercedes Lambre y Pablo Espinosa" "Mercedes Lambre e Pablo Espinosa"           | 21 de setembro de 2012 30 de novembro de 2012 2013                  | Florencia Benítez y Mirta Wons       | 0.12               |
| 13 | "Clara Alonso y Florencia Benítez" "Clara Alonso e Florencia Benítez"           | 28 de setembro de 2012 7 de dezembro de 2012 2014                   | Alfredo Allende y Mirta Wons         | 0.13               |
| 14 | "Facundo Gambandé y Alba Rico Navarro" "Facundo Gambandé e Alba Rico Navarro"   | 5 de outubro de 2012 14 de dezembro de 2012 2014                    | Lodovica Comello                     | 0.14               |
| 15 | "Martina Stoessel y Diego Ramos" "Martina Stoessel e Diego Ramos"               | 12 de outubro de 2012 21 de dezembro de 2012 2014                   | Pablo Espinosa y Jorge Blanco        | 0.15               |
| 16 | "Candelaria Molfese y Lodovica Comello" "Candelaria Molfese e Lodovica Comello" | 19 de outubro de 2012 28 de dezembro de 2012 2014                   | Alba Rico Navarro y Rodrigo Pedreira | 0.16               |
| 17 | "Jorge Blanco y Martina Stoessel" "Jorge Blanco e Martina Stoessel"             | 26 de outubro de 2012 4 de janeiro de 2013 2014                     | Clara Alonso                         | 0.17               |
| 18 | "Elenco de Violetta"                                                            | 28 de outubro de 2012 11 de janeiro de 2013 2014                    | TBA                                  | 0.18               |

## 2ª Temporada: 2013
- Bridgit Mendler com a participação de estrelas com Jorge Blanco e também como um convidado
- College 11 Com a participação de estrelas pela primeira vez
- Teen Beach Movie com a participação de Ross Lynch e Maia Mitchell

| #  | #  | Títulos | Estreias                                        | Participação especial                                                                                     | Código de produção |
| -- | -- | --- | ----------------------------------------------- | --- | ------------------ |
| 19 | 1  | "Martina Stoessel" | 3 de maio de 2013 25 de agosto de 2013 2014     | Mercedes Lambre                                                                                           | TBA                |
| 20 | 2  | "Jorge Blanco" | 10 de maio de 2013 1 de setembro de 2013 2014   | Samuel Nascimento como Broduey Nicolás Garnier como Andrés Bridgit Mendler e Mercedes Lambre como Ludmila | TBA                |
| 21 | 3  | "Bridgit Mendler y Rock Bones" "Bridgit Mendler e Rock Bones" | 17 de maio de 2013 8 de setembro de 2013 2014   | Martina Stoessel                                                                                          | TBA                |
| 22 | 4  | "Rock Bones" | 24 de maio de 2013 15 de setembro de 2013 2014  | Mercedes Lambre                                                                                           | TBA                |
| 23 | 5  | "Florencia Benítez como Jade y ella misma Joaquín Berthold como Matías y él mismo" "Florencia Benitez como Jade e ela mesma Joaquín Berthold como Matias e o próprio" | 31 de maio de 2013 22 de setembro de 2013 2014  | Samuel Nascimento como Broduey                                                                            | TBA                |
| 24 | 6  | "Valeria Baroni" | 7 de junho de 2013 29 de setembro de 2013 2014  | Rodrigo Pedreira Gregory-ele mesmo                                                                        | TBA                |
| 25 | 7  | "College 11" College 11" | 14 de junho de 2013 6 de outubro de 2013 2014   | Pablo Sultani Rodrigo Pedreira Ezequiel Rodríguez                                                         | TBA                |
| 26 | 8  | "Erreway" Erreway" | 21 de junho de 2013 13 de outubro de 2013 2014  | Joaquín Berthold Ezequiel Rodríguez Diego Álcala como Marotti                                             | TBA                |
| 27 | 9  | "Elenco de Violetta" | 9 de agosto de 2013 15 de dezembro de 2013 2014 | TBA | 209                |
| 28 | 10 | "Lodovica Comello Xabiani Ponce De León" "Lodovica Comello Xabiani Ponce De León"                                                                                     | 16 de agosto 22 de dezembro de 2013 2014        | Hanson | TBA                |
| 29 | 11 | "Lodovica Comello Diego Domínguez" "Lodovica Comello Diego Domínguez"                                                                                                 | 23 de agosto 29 de dezembro de 2013 2014        | Rodrigo Pedreira como Gregorio Alba Rico Ross Lynch e Maia Mitchell                                       | TBA                |
| 30 | 12 | "Alfredo Allende como Ramallo" | 30 de agosto de 2013 5 de janeiro de 2014       | Diego Domínguez                                                                                           | TBA                |
| 31 | 13 | "Maxi Trusso" | 6 de setembro de 2013 9 de fevereiro de 2014    | María Clara Alonso e Florencia Benítez e Carla Pandolfi                                                   | TBA                |
| 32 | 14 | "Candelaria Molfese y Alba Rico" "Candelaria Molfese e Alba Rico" | 13 de setembro de 2013 16 de fevereiro de 2014  | Rock Bones                                                                                                | TBA                |
| 33 | 15 | "Franco Masini" | 20 de setembro de 2013 23 de fevereiro de 2014  | Ruggero Pasquarelli e Facundo Gambandé e Samuel Nascimento                                                | TBA                |
| 34 | 16 | "Miranda!" Miranda!" | 27 de setembro de 2013 2 de março de 2014       | TBA | TBA                |
| 35 | 17 | "Jorge Blanco y Valeria Baroni" "Jorge Blanco e Valeria Baroni" | 4 de outubro de 2013 9 de fevereiro de 2014     | ASA | TBA                |
| 36 | 18 | "Mercedes Lambre y María Clara Alonso" Mercedes Lambre e María Clara Alonso"                                                                                          | 11 de outubro 2013 7 de dezembro de 2013 2014   | Pablo Sultani e Guido Pennelli e Diego Alcalá e Lucía Pecrul e Lucas Verstraeten                          | TBA                |
| 37 | 19 | "College 11 Rock Bones Elenco de Violetta y Lali Espósito" "College 11 Rock Bones Elenco de Violetta e Lali Espósito"                                                 | 12 de outubro de 2013 29 de março de 2014       | TBA | TBA                |